# 屈斯雷
屈斯雷（法語：Cuiserey，法語發音：[kɥizʁɛ]）是法国科多尔省的一个市镇，属于第戎区。该市镇总面积6.33平方公里，2009年时的人口为152人。

## 人口
屈斯雷人口变化图示